# Reboisement

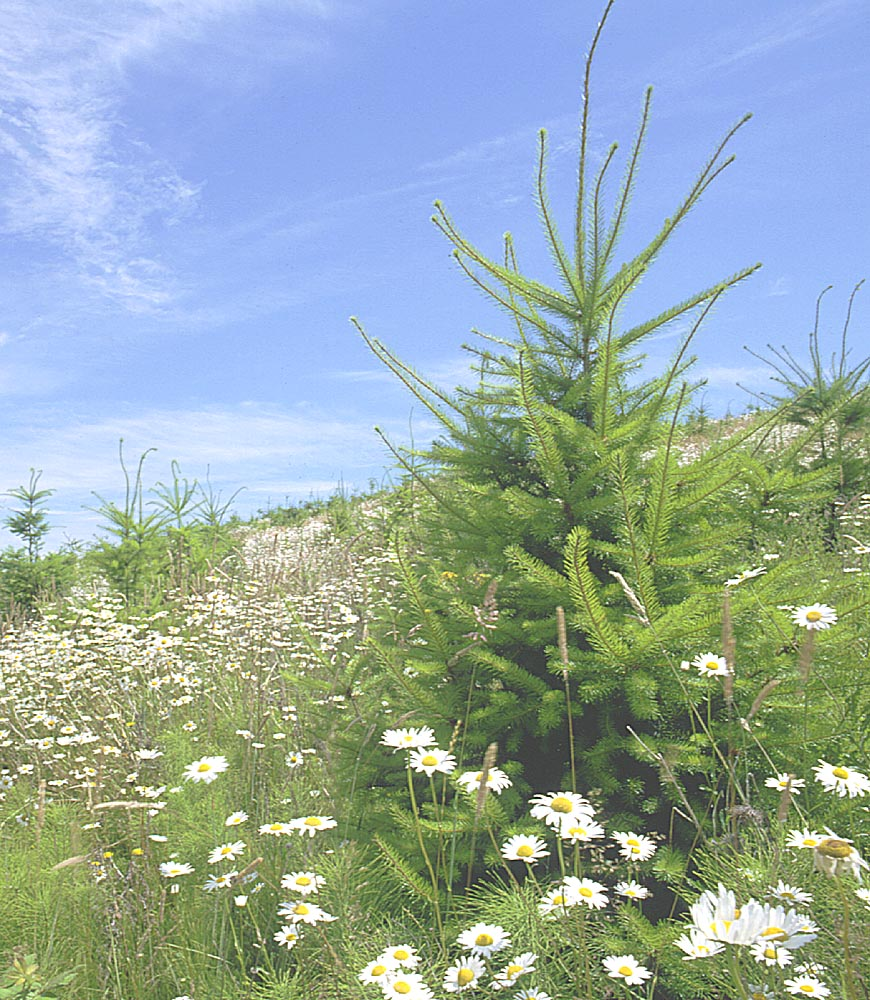
La plantation est un des moyens de restaurer un boisement après une coupe rase. Ceci se fait au détriment souvent de la régénération naturelle et de la diversité génétique des arbres (facteur réputé favorable à une meilleure résilience écologique du boisement). Des plantations extensives, comme sur cette photo permettent l'expression de la biodiversité de la strate herbacée, dans un premier temps au moins.

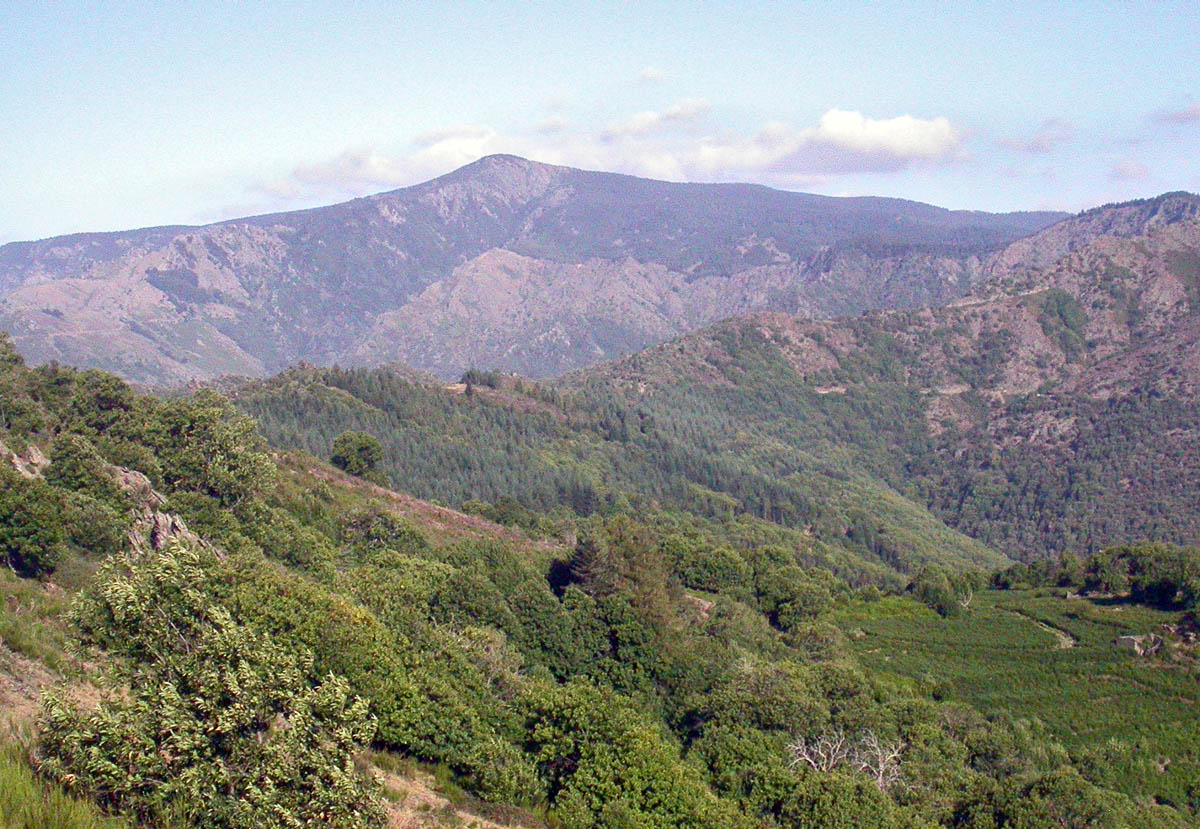
En dépit des efforts massifs de reforestation (ici sur la Face-Est du Mont Aigoual (Lozère, France, 2006), dans les zones climatiquement les plus exposées au froid et à la sécheresse, la forêt (anciennement hêtraie) peine à regagner son ancienne aire. Avant que le sol forestier ne se soit bien reconstitué par les plantations artificielles de pins à crochet, ou sans aménagements visant à restaurer la capacité du milieu à retenir l'eau, la vulnérabilité du site aux incendies persistera.

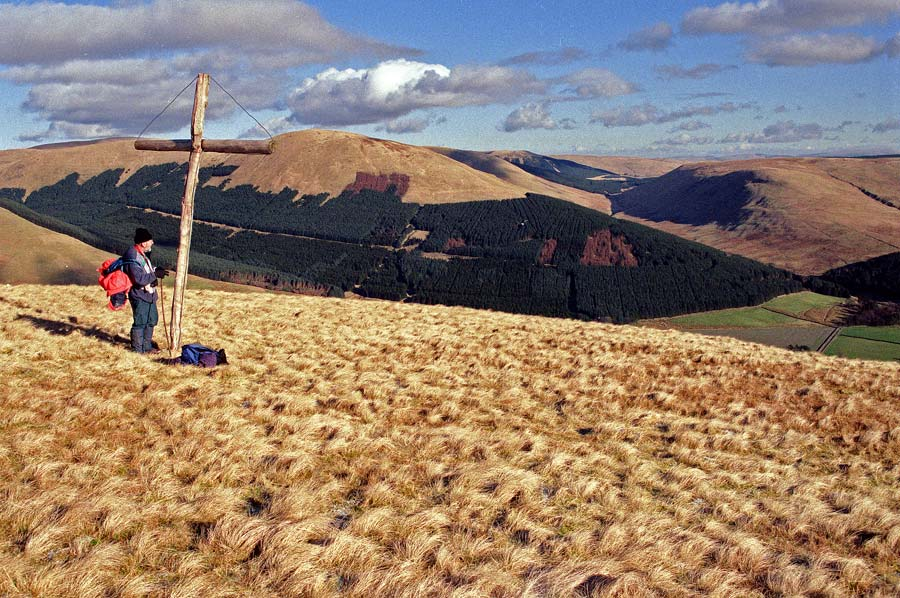
La sylviculture est parfois elle-même une source d'artificialisation des paysages (géométrisation des parcelles, alignements monospécifiques... comme ici au Royaume-Uni (Carsphairn hills).

Le reboisement est une opération qui consiste à créer des zones boisées ou des forêts qui ont été supprimées par coupe rase (ou « coupe à blanc ») ou détruites par différentes causes dans le passé (surexploitation, feu de forêt, surpâturage, guerre…). Parfois, il s'agit explicitement de forêts de protection. Le reboisement spontané désigne le stade terminal de la succession des différentes phases de reconquête forestière.
L'afforestation est le boisement sur des terres vierges d'arbres depuis longtemps.
Les boisements ou massifs forestiers ainsi (re)créés peuvent présenter divers bénéfices tant pour les écosystèmes et en tant qu'aménité, que pour les ressources économiques restaurées. Ce sont aussi potentiellement des puits de carbone (s'ils ne brûlent pas de manière répétée).
La notion de « reforestation » laisse supposer un objectif plus ambitieux du point de vue de la surface et de la qualité écologique ou paysagère que celle de reboisement. L'objectif étant alors généralement de restaurer un écosystème de type forestier, atteignant donc une superficie assez significative pour justifier le qualificatif de forêt.

## Enjeux
Ils sont multiples et concernent au premier chef la ressource en bois, mais aussi l'eau, le sol et la faune dépendant de la forêt.

Ainsi pour J. Perrève (ancien procureur du roi et juge français) en 1845, 

« Le rétablissement des massifs d'arbres dont les cimes et les pentes rapides étaient autrefois abritées mérite toute la sollicitude de l'administration : peu d'entreprises donneraient à la longue des résultats comparables. Un capital immense se trouverait, avant un-demi siècle, ajouté aux ressources de l'état, à l'avoir des communes et des établissements publics. Les forêts du gouvernement rendent aujourd'hui trente-trois millions ; ce revenu serait doublé peut-être. Un demi-siècle, c'est bien long pour un individu; mais pour une nation, un demi-siècle est bientôt passé (...) Une bonne surveillance, la répression des abus du pacage, suffiraient souvent à produire la régénération spontanée des forêts. L'expérience en a été faite dans nos "régions méridionales, particulièrement dans les départements des Alpes. Ceux qui ont parcouru les Pyrénées dépouillées maintenant des bois séculaires qui en faisaient l'ornement et la richesse, ceux qui ont visité les Cévennes, où le roc est à nu là où la tradition rapporte que des arbres magnifiques s'élevaient jadis, ceux qui ont été témoins, dans les départements du Var, des Basses-Alpes et Hautes-Alpes, des dévastations affreuses causées tous les ans par les torrents, depuis qu'on a ravi aux montagnes ces forêts tutélaires, dont la présence modérait la fonte des neiges et l'écoulement des eaux ; ceux qui s'effraient du changement funeste survenu dans le régime de nos rivières depuis 1789, tous ceux enfin qui souhaitent de voir commencer l'œuvre d'une réparation, considéreront le reboisement des forêts comme étant d'une véritable importance, car il est évident pour chacun que l'accroissement de la population et le défrichement des bois ont amené parallèlement la trop grande dépopulation des animaux non malfaisants qui constituaient une véritable ressource pour l'alimentation. »

— J. Perrève

## Dans le monde
Pour l'ONU, 
- le Programme des Nations unies pour l’environnement (PNUE) a lancé  en novembre 2006 avec la militante écologiste kenyane Wangari Maathai (Prix Nobel de la paix en 2004) une campagne mondiale de reforestation  « Plantons pour la planète : la campagne pour un milliard d’arbres», chaque planteur d'arbre pouvant enregistrer son acte via Internet[2]. En 2008, plus de 2 milliards d’arbres dans le monde avaient déjà été plantés. Fort de ce succès l'ONU a relevé son objectif en visant 7 milliards d’arbres plantés d’ici la fin de l’année 2009, ce qui peut sembler ambitieux même si cela ne correspond qu'à un arbre par habitant à échelle de la planète, et alors que dans le même temps, la FAO estime que 80 000 km2 de forêt sont détruits chaque année (l'équivalent en surface de l’Autriche). Au 6 mars 2009, 4 323 556 527 arbres étaient promis, et 2 722 670 332 étaient déjà plantés. C'est aussi un moyen pour l'ONU de rappeler dans tous les pays combien le rôle des forêts est important en tant que puits de carbone, ainsi que pour la restauration quantitative et qualitative des ressources en eau et pour la biodiversité. En 2008, 700 millions d’arbres avaient déjà été plantés en Éthiopie et 250 millions au Mexique. L'ONU rappelle qu'il faudrait en planter le double durant 10 années pour atteindre 130 millions d’hectares et parvenir à compenser la déforestation (en ce qui concerne la surface boisée, mais sans pour autant récupérer la biodiversité perdue). Un projet existe au Sénégal visant 5 millions d’arbres en quatre ans, de la Casamance aux marges du désert du Sahara, pour restaurer un microclimat permettant l'évolution des sols et une vie plus intense.
- Le Défi de Bonn' est un effort mondial lancé par l'UICN et l'Allemagne, visant à restaurer en moins d'une décennie (2011 et 2020) 150 millions d'hectares de paysages forestiers sur des terres dégradées et déboisée. Puis la Déclaration de New York sur les forêts (lors du Sommet sur le climat de 2014) a ajouté à cet objectif 200 millions d’hectares supplémentaires à boiser avant  2030). Cette déclaration a par la suite été approuvée par plus de 100 gouvernements, organisations de la société civile et organisations autochtones et entreprises privées (UNASYLVA, 2014).

L'objectif est donc désormais de reboiser 350 millions d’hectares avant 2030.
Ces opérations s'inscrivent dans l'effort mondial pour le climat, mais aussi dans d'autres objectifs de soutenabilité du développement, portés par l'ONU. Le reboisement est inscrit dans l'Objectif de développement durable n° 15 de l'ONU.

## Reboisement naturel
La reforestation par régénération naturelle peut survenir spontanément, sans l'homme, ou être initiée par ce dernier (régénération assistée). Elle se fait dans les deux cas par la dissémination des graines et propagules ; par expression naturelle de la banque de graines du sol ou par apports via le vent, l'eau ou les animaux (oiseaux, sanglier, écureuil...) dans le cas de la régénération naturelle stricto-sensu.
Le terme « reboisement » décrit plus souvent des plantations de main d'homme que la régénération naturelle.
Il faut également créer les conditions nécessaires à la germination (humidité suffisante, levée de dormance de graines et le cas échéant restauration d'un stade pionnier, installation des conditions de restauration d'un sol et/ou d'une résilience écologique). Les pousses ou plants doivent parfois être protégés du bétail (notamment des chèvres en Afrique sub saharienne), de certains herbivores sauvages ou simplement d'une dynamique naturelle installée de végétation adventice qui favoriserait les herbacées ou certains buissons denses au détriment des arbres.

## Reboisement naturel artificiel

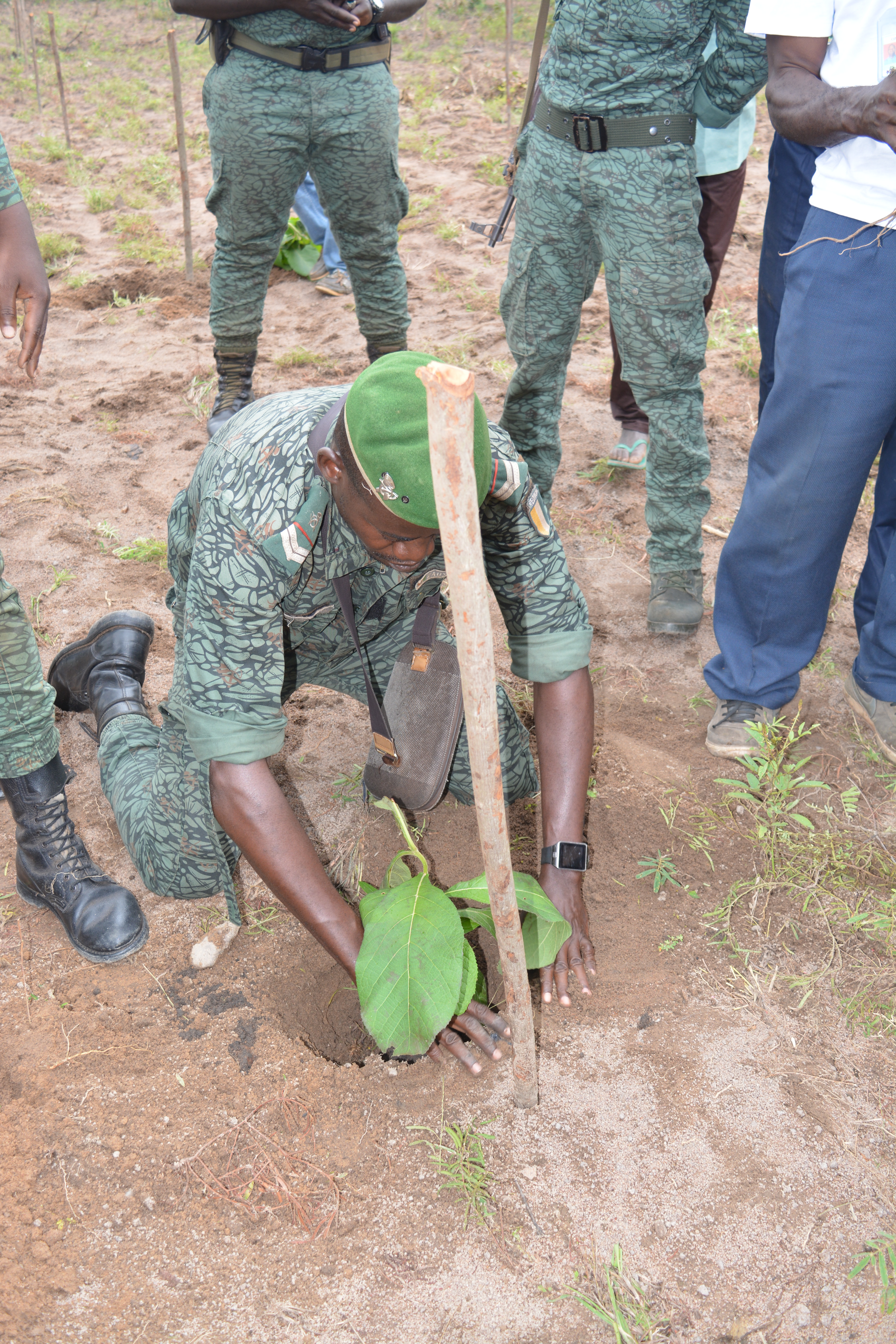
Des agents des Eaux et Forêts procédant à un reboisement en Côte d'Ivoire.

Le reboisement artificiel se fait désormais quasi totalement par plantation, très rarement par semis de graines, et consiste à mettre en place des plants de feuillus ou de résineux élevés en pépinière sur un terrain nu ou déjà boisé préparé à l'avance ; lorsqu'il ne concerne que des plants résineux on désigne cette opération par celle d'enrésinement.
De nombreux reboisements par plantations ont été effectués dans le monde :
- pour restaurer des stocks de bois d'œuvre ;
- pour stabiliser des sols érodés par des activités minières[3] ou par la déforestation (c'est par exemple le cas de la reforestation du Mont Aigoual en France au XIXe siècle ; première opération rationnelle entamée sur les bases scientifiques de l'époque, à la suite de séries d'inondations catastrophiques et des apports de sédiments qui ont dégradé les rivières et presque comblé le port de Bordeaux) ;
- pour stabiliser des sols pollués (sur friches industrielles) ou en pentes (terrils, flancs et bordures de carrières), ou après la Première Guerre mondiale sur les sols de la zone rouge (séquelles de guerre). C'est par exemple l'origine de la Forêt de Verdun ou de la Forêt de Vimy, forêts de guerre artificiellement plantées lors de la reconstruction sur des champs antérieurement cultivés, voire sur d'anciens villages totalement détruits par les combats et pollués par les nombreux cadavres, débris et restes de munitions ;
- pour restaurer la diversité des forêts mixtes après incendies[4] ;
- en tant que « forêt de protection », par exemple ;
  - sur des périmètres de captage d'eau potable ou de champ captant,
  - en tant que réserve naturelle, arboretums, parcs urbains boisés,
  - sur des zones sensibles aux tremblements de terre (forêts de protection au Japon, restaurées notamment par Akira Miyawaki),
  - sur des zones à risque de type glissement de terrain, coulée de boue et/ou avalanches. Ces forêts ou boisements peuvent protéger des villes, des installations industrielles, zones d'activité, etc.

### Programmes et initiatives
- L'ONU a soutenu en 2006 un programme lancé par Wangari Maathai visant à planter des arbres sur la planète, contre les changements climatiques (« la déforestation est responsable de plus de 20 % du dioxyde de carbone produit par le genre humain»[5]), la pollution et la dégradation de l'environnement. En mai 2008, plus de deux milliards d'arbres avaient été plantés par des ONG, collectivités et individus ; 700 millions d'arbres en Éthiopie, 400 millions en Turquie, 250 millions au Mexique et 100 millions au Kenya.
- En 2008, le PNUE se fixe un objectif plus ambitieux : un arbre par habitant, soit sept milliards d'arbres à planter avant fin 2009 (date de la conférence de Copenhague sur le changement climatique)[6].
- En avril 2012, après le scandale du bois de rose[7], le gouvernement de Madagascar lance la journée nationale de reboisement dans le but de dynamiser le reboisement des forêts malgaches[8].
- En 2017, le collectif de scientifiques « Trump Forest » appelle les citoyens agacés par la politique climatosceptique de Donald Trump d'aider des organisations investies dans la reforestation ou à planter eux-mêmes des arbres afin de "compenser les 650 millions de tonnes de CO2 supplémentaires qui, selon une étude de Nature, vont entrer dans l’atmosphère dans les huit prochaines années, avec la suppression du Clean Power Plan". L'objectif est fixé à 10 milliards d'arbres[9].
- En 2022, la plateforme Plantons des arbres est un outil à destination des entreprises, collectivités, citoyens et porteurs de projets. C'est un nouvel outil incitatif à la contribution à la plantation et au renouvellement des arbres et des forêts françaises[10].
- La jeune pousse Ecosia a développé un moteur de recherche qui utilise 80 % de ses revenus publicitaires pour des projets de reforestation aux quatre coins du monde[11].

## Reforestation urbaine ou péri-urbaine
De grandes agglomération ont conservé, renforcé ou reconstitué des « forêts urbaines » (la moitié environ de la surface de Bruxelles est constituée de la Forêt de Soignes), parfois volontairement pour maîtriser la péri-urbanisation (avec l'exemple de Barcelone, qui a classé la forêt riveraine en zone naturelle protégée). La forêt est aussi considérée comme facteur de réduction de la pollution de l'air et d'amélioration des micro-climats (effet-tampon sur les chocs thermiques et hygrométriques). C'est aussi un milieu de haute valeur paysagère et aménitaire pour la population.
Quelques villes ont de véritables projets de forêt urbaine (comme Nantes en France, qui prévoit l'aménagement de trois massifs dans son agglomération).
La ville de Zurich (Suisse) a conservé une forêt péri-urbaine, dont l'exploitation commerciale a progressivement cessé, mais qui pourrait éventuellement aussi servir de réserve de bois-énergie en cas de crise majeure.

## Reboisement en Europe
Afin d'illustrer le propos selon lequel « replanter des arbres à l’aveugle peut [...], de toute évidence, être la source de nouveaux problèmes », l'universitaire Benjamin Neimark évoque le remplacement en Europe des chênes natifs à larges feuilles par des conifères à croissance rapide, qui « a entraîné une augmentation de 10 % du couvert forestier sur le continent par rapport à l’ère pré-industrielle ». Il indique : « Ces nouveaux arbres absorbent toutefois nettement moins bien le carbone que les espèces originelles. En revanche, ils capturent plus efficacement la chaleur, intensifiant ainsi les effets du réchauffement climatique » (les conifères étant plus sombres, ils piègent davatange de chaleur que les feuillus clairs, ce qui augmente la température ; l'albédo élevé des couleurs claires réfléchit [renvoie] les rayonnements du soleil, tandis que l'albédo bas des couleurs sombres absorbe [garde] la chaleur des rayonnements du soleil).

## Reboisement en France
En février 2023, dans le cadre de la feuille de route écologique de la France, Emmanuel Macron promet de renouveler environ 10 % de la forêt française d'ici à dix ans pour faire face au réchauffement climatique. La capacité des forêts françaises à stocker le carbone « s'effondre », selon le Haut Conseil pour le climat : elle a baissé de 48 % entre 2010 et 2020, du fait de la baisse de la production biologique, d'un bond de la mortalité liée entre autres à des insectes ravageurs et de la hausse des prélèvements. Un groupe de travail doit rendre ses réflexions début mai.

### Aides
Le fonds forestier national a contribué à une forte extension de l'enrésinement en France et à l’extension des populicultures. Puis d'autres fonds l'ont remplacé, qui ont récemment été complétés par le Fonds stratégique de la forêt et du bois (FSFB) destiné entre autres à l'amélioration des peuplements, et en particulier à la transformation de certains peuplements forestiers « dégradés » par plantation. Le FSFB s'inscrit dans le cadre du volet agricole du « grand plan d’investissement » 2018-2022. Il veut contribuer à « améliorer la qualité et la résilience des peuplements sur les moyen et long termes, de favoriser le développement d’une ressource en bois qui soit en adéquation avec les besoins des industriels, d'inciter les propriétaires forestiers à entreprendre le renouvellement des peuplements de faible valeur économique et environnementale, de préparer les forêts aux conséquences du changement climatique et à des conditions sanitaires évolutives, de maximiser la séquestration de carbone par les arbres, au bénéfice de la filière forêt-bois dans son ensemble. S’inscrivant dans les principes de la gestion forestière durable, ces projets visent donc la double performance économique et environnementale ».
Le FSFB peut être une contrepartie du financement national dans le cadre des sous-mesures 8.5 et 8.6 des Programmes de Développement Rural (PDR 2014-2020) ou hors cadre PDR. Les peuplements éligibles à l'aide Dynamélio ne le sont pas au FSFB. Si l'aide concerne un peuplement situé sur un territoire éligible aux appels à manifestation d'intérêt (AMI) Dynamic Bois, le projet doit répondre aux critères d'éligibilité des peuplements initiaux tels que mentionnés dans les instructions techniques spécifiques à ce dispositif et les notes de cadrages régionales ; elle devra être réorientée et instruite selon les procédures Dynamic Bois.

### Crédits carbone et reboisement
Dans le cadre des outils de flexibilité et des mécanismes de mise en œuvre conjointe (MOC) du protocole de Kyoto concernant les « projets domestiques » de boisement-reboisement (portés par une personne morale), depuis la fin 2012, en France, certains boisements ou reboisements volontaires peuvent bénéficier de crédits carbone correspondant aux unités de réduction d'émission (URE) assises sur les unités d'absorption (UA) attribuées à la France sur la base du puits de carbone forestier du pays.
Il existe des conditions : le terrain ne devait pas supporter de boisement avant le 1er janvier 1990 et de répondre à plusieurs de règles communes avant la délivrance des crédits carbone (dont démonstration d'additionnalité « où la prise en compte du rôle déclencheur du crédit carbone pour la mise en place du projet est à démontrer ». Le projet doit s'appuyer sur un scénario de référence, à partir duquel sont comptabilisées les absorptions éligibles à la délivrance de crédits carbone.
En France, 4 valeurs seuils minimales  sont :
- couverture du houppier : 10 % de la surface totale au sol[19];
- superficie : 0,5 hectare[19];
- hauteur des arbres à maturité : 5 mètres[19];
- largeur : 20 mètres[19]

Calcul des absorptions de GES (dans ce cadre d'attribution d'unités de réduction des émissions). Il se fait selon la formule :  N = 0,9 * 1/26 * n où :
N = nombre d'unités de réduction d'émission susceptibles d'être délivrées à l'activité de projet ;
n = nombre de tonnes équivalent CO2 stockées par l'activité de projet au sens de l'article 3.3 du protocole de Kyoto, mise en œuvre par le demandeur (et respectant les conditions fixées par la méthode mentionnée au 3 de l'article 3 de l'arrêté).

## Reboisement en Islande
L'Islande est le pays le moins boisé d'Europe, une étude de l'Organisation des Nations unies pour l'alimentation et l'agriculture en 2015 considérait que seul 0,5 % du territoire était boisé. Cette situation remonte à la colonisation de l'Islande, au XIe siècle, qui s'est accompagnée d'une déforestation massive par les Vikings,. Les programmes de reboisement remontent aux années 1950, mais la tendance s'est surtout accélérée à partir des années 1990. En plus du bouleau pubescent, la seule essence naturellement présente sur l'île, des pins et épicéas originaires d'Alaska sont plantés.
De 2015 à 2019, trois à quatre millions d'arbres ont ainsi été plantés, soit 1 000 ha (10 km2). Le sol islandais étant très pauvre en azote, la pousse des arbres est dix fois plus lente que celle observée en Amazonie. Le réchauffement climatique, amenant des températures plus élevées, semble cependant favoriser leur croissance, et donc la séquestration du carbone.

## Reboisement en Israël

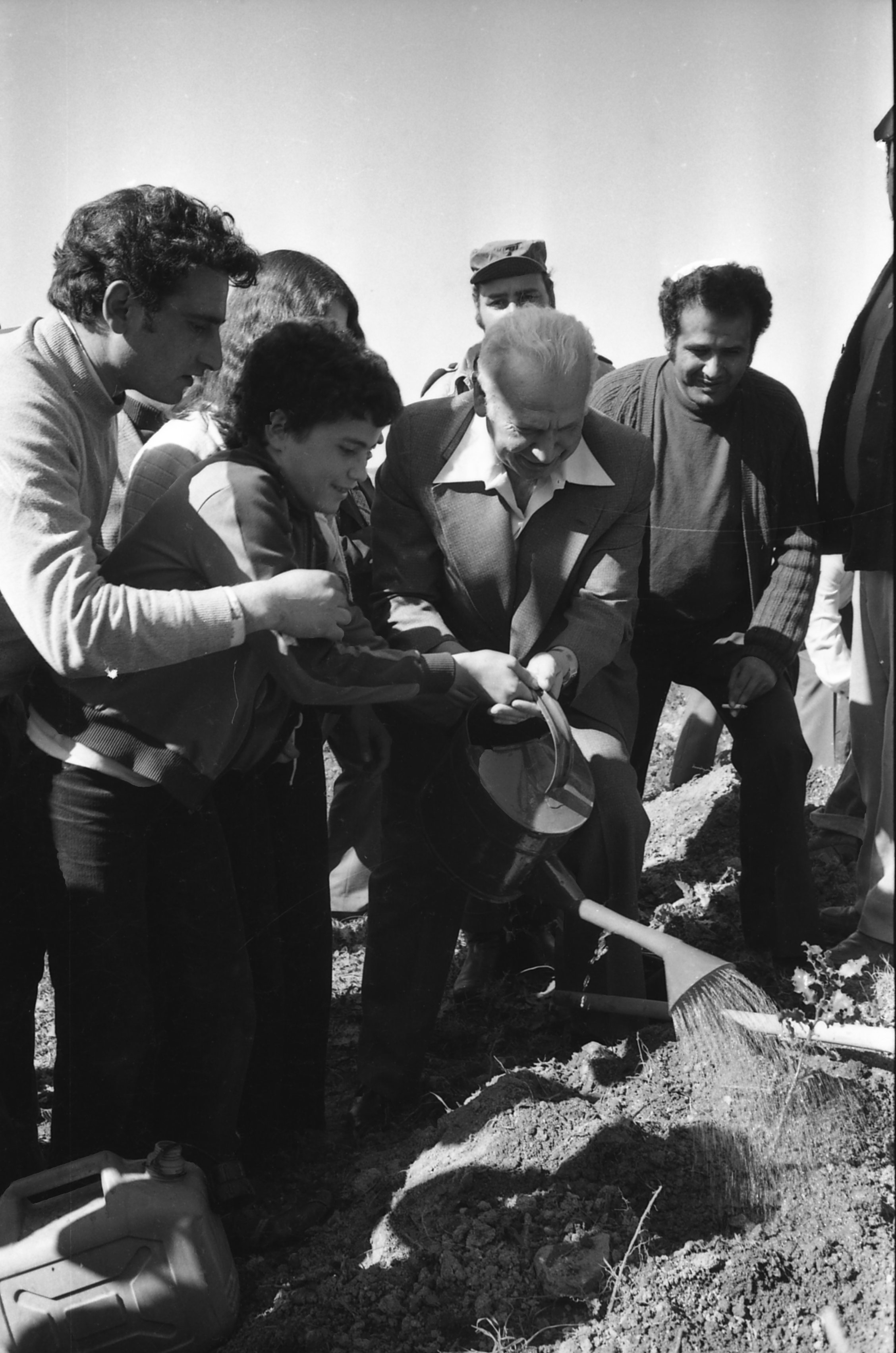
KKL, le Fonds national juif, célèbre le 30e anniversaire de l'indépendance de l'État d'Israël dans des endroits où les forêts sont à planter (1978)

Depuis sa création en 1948, Israël mène d'importants projets de reboisement et de reforestation « pour faire fleurir le désert » et assainir les zones marécageuses,. À l'époque, les forêts couvraient 2 % du territoire israélien, soit 80 km2,  et en 2013, elles atteignent environ 100 000 hectares, soit 8,5 % du territoire avec 240 millions d'arbres plantés ; cette politique écologique se déploie principalement par le truchement du Fonds national juif (FNJ-KKL) qui avait commencé dans ce sens dès le tout début du XXe siècle, car à l'arrivée des pionniers sionistes (dès le XIXe siècle) puis des Britanniques en Palestine ottomane (1920), il est constaté qu'une grande partie des forêts avaient disparu,,. 

La Bible hébraïque abonde de références aux forêts et aux arbres, et à la manière de les traiter et de jouir de leurs fruits. 
« Dans le désert je ferai croître le cèdre, l’acacia, le myrte et l’olivier ; dans la campagne stérile je planterai, avec le cyprès, l’orme et le buis. » (Isaïe 41, 18-19) 
La plantation d'arbres est une tradition juive également inscrite dans le Talmud qui rapporte par ailleurs qu’on plantait autrefois à Jérusalem un cédratier à la naissance d’un garçon et un cyprès pour une fille dont le bois serait utilisé pour construire le dais nuptial,. David Ben Gourion, premier Premier ministre d’Israël, a déclaré en son temps : « Je ne sais pas s’il existe une entreprise plus fructueuse dont les résultats soient aussi utiles que la plantation d’arbres ». De plus, durant la fête juive de Tou Bichevat, le « Nouvel An des Arbres », enfants et adultes plantent chaque année des arbres dans tout le pays ;  de leur côté, des Juifs laïcs en font une journée juive de l’écologie,,.

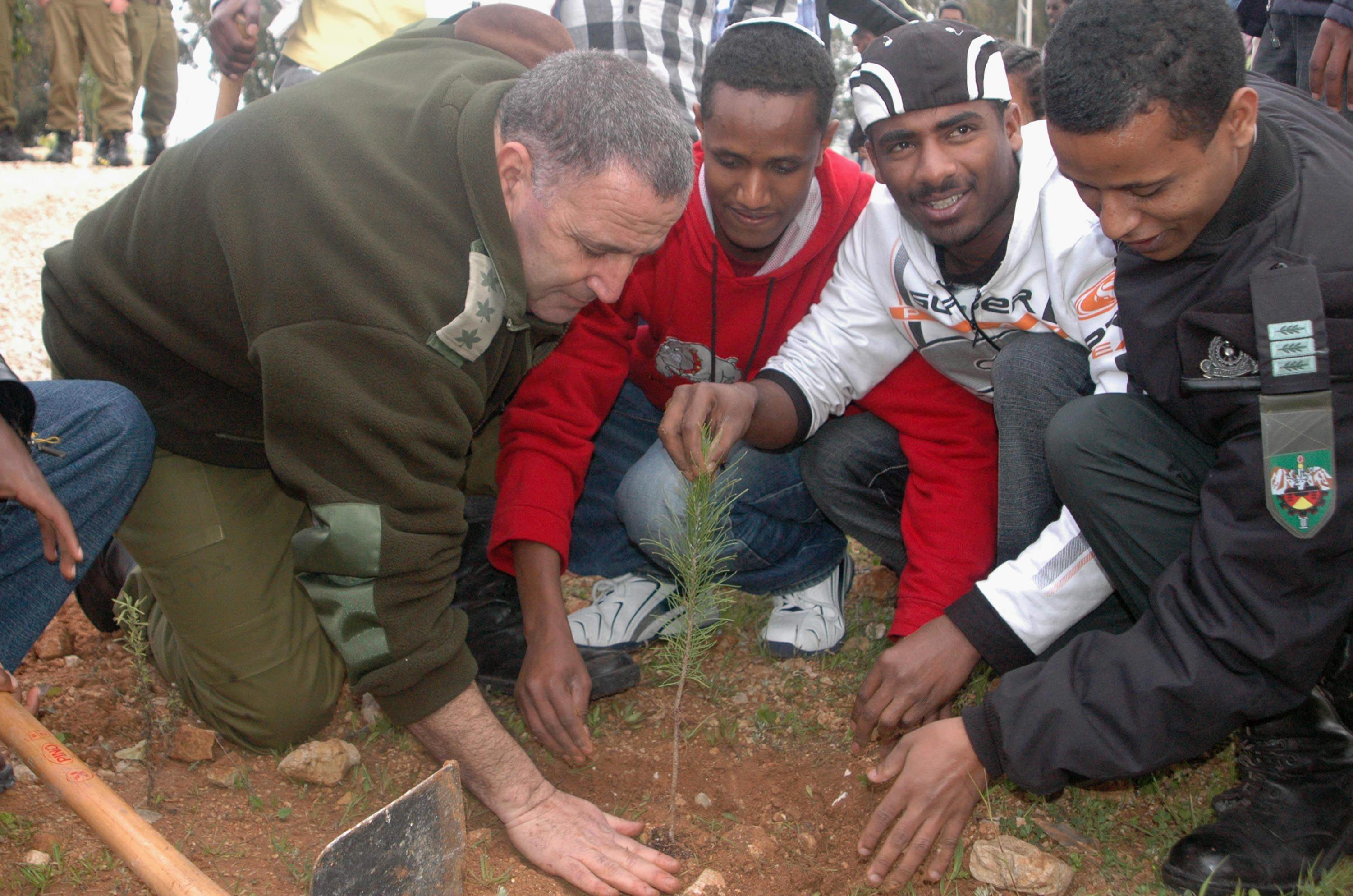
Colonel retraité et ingénieur technologique plantent des arbres avec de nouveaux immigrants juifs d'Éthiopie (2006)

Notamment dès 1951, le FNJ-KKL plante une forêt de 6 millions d'arbres commémorant les 6 millions de morts de la Shoah, appelée la forêt des Martyrs,. De nos jours, le taux de séquestration du carbone dans ces forêts sous climat aride est similaire à celui des forêts tempérées européennes.
Dans les années 1950 à 1960, près de la moitié de ces forêts sont constituées de pins (de Jérusalem / d'Alep) et de cyprès résineux ; dans les années 1970 et 1980, on y ajoute des espèces indigènes à feuilles larges tels que les chênes, les pistachiers et les caroubiers. En 2024, KKL-JNF passe du reboisement de masse à une gestion durable et ciblée des sites forestiers.

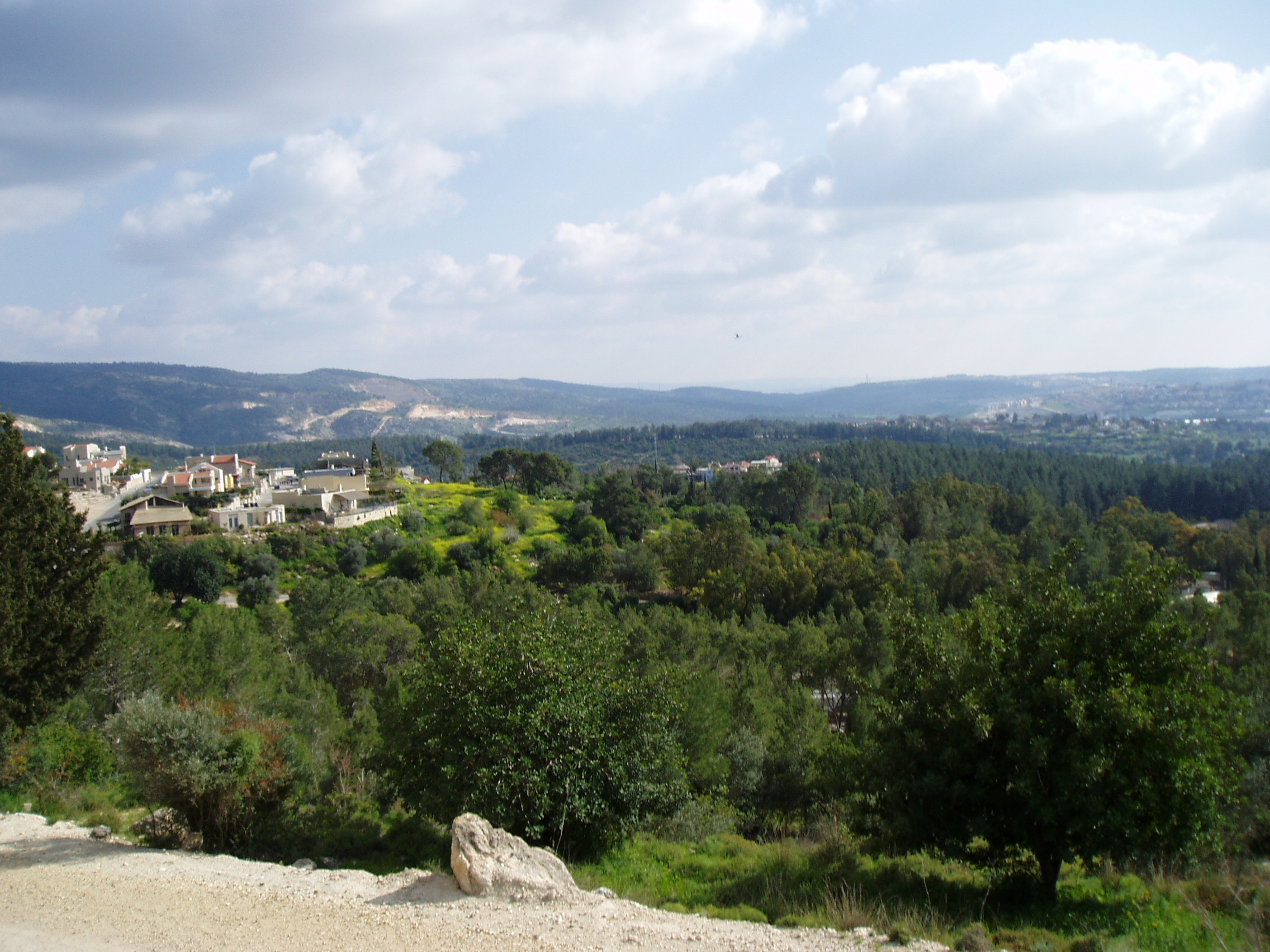
Dans la forêt d'Eshtaol, le parc Rabin, une forêt du FNJ-KKL (2006)

L'État d'Israël et un seul autre pays au monde enregistrent une augmentation nette de leur reboisement dans les années 2000. Israël est d'ailleurs l’un des rares pays qui compte plus d’arbres au début du XXIe siècle qu’au début du XXe. Ce type de progrès pourrait être attribué aux pratiques sociales qu'Israël intègre à sa société, incitant notamment tout citoyen (outre lors de la fête de Tou Bishvat) ou Juif de la diaspora à planter au moins un arbre en Israël.
Les efforts de reforestation d'Israël ont permis de restaurer la biodiversité locale, l'hydrologie, la production alimentaire et la sécurité écologique. Grâce aux travaux d'étude sur la lutte contre la désertification menés à l'université hébraïque de Jérusalem, le KKL-JNF a reçu de plusieurs distinctions de la part de la Convention des Nations Unies et a obtenu le statut d'observateur officiel à la Conférence des Parties de la convention.
Cependant, le succès du reboisement israélien est critiqué. Des observateurs dénoncent l'afforestation israélienne qui a souvent ciblé des ruines de villages et parcelles agricoles arabes abandonnés ou vidés de leur population lors de la Nakba de 1948 pour y planter des arbres, et est accusée ainsi d'« invisibiliser » la mémoire des Palestiniens,. En 2022 notamment, « le boisement a entraîné un conflit entre l’organisation (KKL) et les Arabes bédouins, qui y voient un plan de l’État visant à les expulser de leurs villages non reconnus ». De plus, la Société israélienne pour la protection de la nature (SPN) dénonce en 2019 la politique de reboisement systématique du KKL, qui contribue à détruire certains écosystèmes naturels israéliens ; depuis, le KKL revoit certains de ses choix de cultivars.